# Accuface
Accuface (alias de Marlon Jürs) es un productor de música trance de Bremen, Alemania.

## Biografía
Marlon Jürs fue inspirado por la música electrónica desde niño. En la década de 1980 se centraba en bandas como Depeche Mode y New Order y más tarde en otras como Front 242 o Nitzer Ebb. Su primera experiencia musical tuvo lugar utilizando un mezclador de vuelos baratos, un teclado pequeño y dos unidades de cinta magnética. Grabó ritmos, bajos, melodías y acordes por separado y luego doblajes creativos. Utilizó esta técnica hasta que el ruido de las cintas grabadas empezaba a ser molesto.
En 1994 creó sus propios temas primero, realizando conciertos en vivo por primera vez en su ciudad natal, Bremen, y otros lugares en el norte de Alemania. Luego actuó como invitado en un concierto de prueba en el legendario "túnel" en Hamburgo, Alemania. 

## Sencillos
- On your own (Tunnel Records)
- Hightechflash (Tunnel Records)
- Anything is possible (Tunnel Records)
- Space is the Place (Tunnel Records)
- Millennium Bug (Tunnel Records)
- Theme from Accuface (Tunnel Records)
- Let Your Mind fly (Push Up Records / Sony Music/DanceDivision)
- Journey Into Sound (Push Up Records)
- Red Sky (Push Up Records)
- Jetlag (Push Up Records)
- Experience (Tunnel Records)
- Your Destination (BE52 Records)
- Pure Energy (BE52 Records)
- The Illumination (Tunnel Records)
- Let your Mind fly 2007 (Tunnel Records)
- The Rush (Tunnel Records)
- How can I save you (Tunnel Records)
- See the Light 2009 (Tunnel Records)
- Your Destination 2010 (feat. Marcie) (High Five Records)
- The Disaster (Grief and Anger) 2010